# Karel Velebný
Karel Velebný (* 17. März 1931 in Prag; † 7. März 1989 ebenda) war ein tschechischer Musikpädagoge und Jazzmusiker des „Modern Jazz“ und „Early Creative“ sowie eine Vaterfigur des tschechischen Jazz.

## Leben
Velebný war gelernter Schlagzeuger, konnte aber auch Klavier, Tenorsaxophon, Bassklarinette und Vibraphon spielen. Als sich 1956 in der Tschechoslowakei die politischen Verhältnisse etwas lockerten, war er an allen wichtigen Initiativen des tschechoslowakischen Jazz beteiligt. 
1956 gründete er mit Karel Krautgartner das „Karel Krautgartner Quintett“, das Karel Gott begleitete sowie Swing und Dixieland-Jazz spielte. Eine Reihe von hervorragenden tschechischen Jazzmusikern waren seine Schüler. Er gründete 1958 die Jazzband Studio 5, drei Jahre später folgte mit Jan Konopásek das erste tschechoslowakische Kammerensemble, das sich vom Modern Jazz Quartet inspirieren ließ, und das SH Quartett (SHQ), das zunächst die Musik für Spejbl und Hurvínek spielte und später auch Eva Olmerová begleitete. Velebný war gegenüber Einflüssen des Free Jazz, besser des freien Ausdrucks, sowie der Folklore offen. Diese Band spielte mit Kraft und Einfallsreichtum. Das Stück Nude beispielsweise erinnert stark an das Modern Jazz Quartet und den amerikanischen Jazz dieser Zeit (1960er), das Stück Andulko Safarova steht im freien Ausdruck allerdings eher europäisch klassisch geprägt als free, Waldi On the Castle, ist ein hardboppiges Stück mit disziplinierten Freejazzelementen. Etwas später wurde das SH Quartett zum Quintett erweitert. Während der 25 Jahre seines Bestehens spielten mehrere Generationen von Jazzmusikern, zum Beispiel Jiří Stivín und George Mraz, mit. Velebný als festes Mitglied spielte darin Vibraphon, komponierte und arrangierte. 1968 veröffentlichte das Saba-Label Aufnahmen des zum Nonett erweiterten SHQ.
Außerhalb dieser Formation spielte Velebný im Tanzorchester des Tschechoslowakischen Rundfunks, trat als Studiogast mit dem Gustav Brom Orchester und mit anderen Ensembles auf. In den 1970er Jahren war er auch an Produktionen von Václav Zahradník beteiligt.
Velebný formte 1983 die Veleband als Schulband. Sie ist seit den 1990ern eine tschechische All-Star-Band mit den wichtigsten Musikern verschiedener tschechischer Jazzgruppen, wie Hot Line, Naima, The Four und Stepan Markovics Jazz Face. Die Band hat drei Aufnahmen für Arta Records gemacht, wobei die Musiker Jan Hála, Rudy Linka, Karel Růžička, Emil Viklický und Zdeněk Zdeněk Kompositionen und Arrangements auf Hic Sunt Leones beisteuerten. Tribute ist postum zu Karel Velebnýs 60. Geburtstag erschienen. Die Kompositionen für das dritte Album wurden ursprünglich von SHQ 1972 als Jazz Non-Fables aufgenommen, ein damals berühmtes Album der Band, das ein wichtiger Einfluss für viele der Musiker war, die viele Jahre später an der Bigbandversion beteiligt waren.
Velebný starb 1989 im Alter von 58 Jahren.